# PCYT1A
PCYT1A (англ. Phosphate cytidylyltransferase 1, choline, alpha) – білок, який кодується однойменним геном, розташованим у людей на короткому плечі 3-ї хромосоми. Довжина поліпептидного ланцюга білка становить 367 амінокислот, а молекулярна маса — 41 731.
| 10         |  | 20         |  | 30         |  | 40         |  | 50         |
| ---------- |  | ---------- |  | ---------- |  | ---------- |  | ---------- |
| MDAQCSAKVN |  | ARKRRKEAPG |  | PNGATEEDGV |  | PSKVQRCAVG |  | LRQPAPFSDE |
| IEVDFSKPYV |  | RVTMEEASRG |  | TPCERPVRVY |  | ADGIFDLFHS |  | GHARALMQAK |
| NLFPNTYLIV |  | GVCSDELTHN |  | FKGFTVMNEN |  | ERYDAVQHCR |  | YVDEVVRNAP |
| WTLTPEFLAE |  | HRIDFVAHDD |  | IPYSSAGSDD |  | VYKHIKEAGM |  | FAPTQRTEGI |
| STSDIITRIV |  | RDYDVYARRN |  | LQRGYTAKEL |  | NVSFINEKKY |  | HLQERVDKVK |
| KKVKDVEEKS |  | KEFVQKVEEK |  | SIDLIQKWEE |  | KSREFIGSFL |  | EMFGPEGALK |
| HMLKEGKGRM |  | LQAISPKQSP |  | SSSPTRERSP |  | SPSFRWPFSG |  | KTSPPCSPAN |
| LSRHKAAAYD |  | ISEDEED    |  |            |  |            |  |            |

A: Аланін

C: Цистеїн

D: Аспарагінова кислота

E: Глутамінова кислота

F: Фенілаланін

G: Гліцин

H: Гістидин

I: Ізолейцин

K: Лізин

L: Лейцин

M: Метіонін

N: Аспарагін

P: Пролін

Q: Глутамін

R: Аргінін

S: Серин

T: Треонін

V: Валін

W: Триптофан

Кодований геном білок за функціями належить до трансфераз, фосфопротеїнів. 
Задіяний у таких біологічних процесах як метаболізм ліпідів, біосинтез ліпідів, ацетиляція. 
Локалізований у цитоплазмі, мембрані.